# Henry Walston
Henry David Leonard George Walston, baron Walston (16 juin 1912 - 29 mai 1991) est un agriculteur et agronome britannique, et un homme politique, d'abord pour le Parti libéral, puis pour les travaillistes et ensuite pour le Parti social-démocrate.

## Biographie
Walston est né en 1912, fils de Charles Waldstein (plus tard Walston) et de sa femme Florence Einstein, et fait ses études au Collège d'Eton et au King's College, Cambridge. Il est propriétaire foncier avec des domaines dans le Cambridgeshire (2700 acres) et St Lucia (3000 acres).
Walston est nommé Commandeur de l'Ordre royal de Victoria (CVO) en 1976 avec les honneurs du Nouvel An. Il est vice-président de la Royal Commonwealth Society en 1963; et gouverneur de l'hôpital Guy.

## Famille
Walston épouse Catherine Crompton (1916–1978) en 1935, aux États-Unis. Oliver Walston, agriculteur et écrivain agricole, est leur deuxième fils. À partir de 1946, Catherine est la maîtresse de l'écrivain Graham Greene, qui est également son parrain,. Walston exige que la relation adultère cesse après la publication de 1951 de The End of the Affair, le roman à clef de Greene; mais elle continue, se terminant vers 1966. Après la mort de Catherine, Walston se remarie avec Elizabeth Scott, qui était auparavant l'épouse de Nicholas Scott.
La presse rapporte que Betty Boothroyd, qui est secrétaire de Walston avant de se lancer en politique, a été sa maîtresse et a également pris soin de ses six enfants. Cela provoqué un procès en diffamation, gagné par Boothroyd.

## Carrière politique
Walston est membre du Huntingdonshire War Agricultural Committee (1939–1945), directeur de l'agriculture pour la zone britannique d'Allemagne (1946–1947), conseiller du duché de Lancastre (1948–1950), conseiller agricole pour l'Allemagne auprès des étrangers Office (1964–1967) et président de l'Institut des relations interraciales (1968–1971).
Au début des années 1940, il est choisi comme candidat libéral pour Lynn King. En 1945, son livret «Des forces à l'agriculture» est publié par le Parti libéral. Le livret appelle à une agriculture coopérative assistée par l'État pour les anciens militaires. Il ne se présente pas à King's Lynn, mais dans le Huntingdonshire plus tard cette année-là aux élections générales.
Il n'a jamais réussi à devenir député malgré cinq candidatures : Huntingdonshire en 1945 pour les libéraux, Cambridgeshire en 1951 et 1955 pour les travaillistes, et Gainsborough aux élections partielles de 1956 et en 1959 pour les travaillistes. Le 10 février 1961, il devient pair à vie en tant que baron Walston, de Newton dans le comté de Cambridge. Il soutient la Campagne pour le socialisme démocratique.

### Ministre junior
Walston sert dans le premier ministère Wilson, en tant que sous-secrétaire d'État aux Affaires étrangères du 20 octobre 1964 au début de 1967,.
Dans la discussion interne du Foreign Office, Walston soutient la position de James Cable, selon laquelle les États-Unis devraient réduire leurs pertes dans la Guerre du Viêt Nam, et fait valoir que le Royaume-Uni devrait avoir une politique proactive de recherche de la paix. Au second semestre de 1965, Walston pousse cette ligne plus fort que Cable lui-même. En juin 1966, Walston traverse le sud du Vietnam pour une mission d'envoyé, lorsqu'il est contacté par Janusz Lewandowski, qui déclare qu'il agit pour le gouvernement polonais et tente de trouver la paix pendant la guerre du Vietnam. Walston, cependant, traite cela comme une approche indépendante.
À la suite de Déclaration unilatérale d'indépendance de la Rhodésie, Walston est envoyé au Portugal, tentant de négocier la fin du pompage de pétrole en Rhodésie du Sud via Beira, au Mozambique. Sa mission est dépassée par Résolution 221 du Conseil de sécurité des Nations unies du 9 avril 1966. En tant que ministre junior du ministère des Affaires étrangères, Walston fait valoir que le gouvernement britannique ne devrait pas accorder l'indépendance de la Rhodésie sauf en vertu d'un régime majoritaire. Alors que la Rhodésie relève de la responsabilité du ministère du Commonwealth, il soutient que l'UDI a augmenté les chances de pénétration communiste en Afrique et que c'est là une préoccupation du Foreign Office.
Pendant ce temps au Foreign Office, Walston est administrateur de l'un des trusts secrets d'action chrétienne de John Collins (en), acheminant des fonds vers le Congrès national africain. Il exprime des sentiments très positifs à propos de Fidel Castro. Walston est secrétaire parlementaire du Board of Trade, en 1967 .

### fin de carrière politique
Lors d'une tournée de conférences en Afrique du Sud en 1968, Walston a des discussions privées avec John Vorster, et en conséquence tente d'ouvrir un canal de communication avec Kenneth Kaunda. Il rend également visite à Nelson Mandela à Robben Island, concluant que le prisonnier Mandela est bien traité. À cette époque, le gouvernement sud-africain souhaite négocier un accord entre le Royaume-Uni et Ian Smith et utiliser les contacts de Walston.
Walston est membre du Conseil de l'Europe entre 1970 et 1975, et Député européen de 1975 à 1977. Dans la période de 1970 à 1976, les politiciens travaillistes se sont réunis dans son appartement d'Albany, formant un "groupe Walston" de députés pro-européens, baptisé ainsi rétrospectivement. Walston rejoint le Parti social-démocrate en 1981. Au cours des années quatre-vingt, Walston est actif au sein de l'organisation non gouvernementale accréditée par l'ONU Agri-Energy Roundtable et en est vice-président pendant plusieurs années.

## Publications
Walston a publié des ouvrages politiques sur des sujets agricoles:
- Des forces à l'agriculture. Un plan pour l'ancien militaire (1944), Département des publications du Parti libéral; en tant que candidat potentiel du Parti libéral pour King's Lynn[24] .
- Land Nationalization: For and Against (1958), Fabian Society Numéro 312. Avec John Mackie[25] .
- Le fermier et l'Europe (1962), Fabian Society. Sur la planification de l'agriculture si le Royaume-Uni adhère au Marché commun[26] .
- L'agriculture sous le communisme (1962)[27].
- Ferme à Bruxelles (1970), Fabian Society[28].
- Faire face à la faim (1976)[29].